# Arctia obscurior
Arctia obscurior är en fjärilsart som beskrevs av Thierry-mieg 1910. Arctia obscurior ingår i släktet Arctia och familjen björnspinnare. Inga underarter finns listade i Catalogue of Life.